# Park Gyeong-ree
Park Gyeong-ree (Hangul: 박경리; Hanja: 朴倞利, Hán Việt: Phác Lương Lợi, sinh ngày 5 tháng 7 năm 1990), thường được biết đến với nghệ danh Gyeongree (hay còn được viết là Kyungri), là một nữ ca sĩ và diễn viên người Hàn Quốc. Cô từng là thành viên của nhóm nhạc nữ Nine Muses thuộc công ty quản lý Star Empire Entertainment. Cô đã hoạt động tích cực với các chương trình lớn như là chương trình của Mnet, MBC Radio Star, SBS FLOWER CREW, KBS2 'Happy Together', JTBC Knowing Brother,... và hiện tại Kyungri là MC chính thức cho chương trình MBC Section TV.
Kyungri chính thức ra mắt solo vào ngày 05/07/2018 vào đúng sinh nhật thứ 29 của cô với digital single "Blue Moon"
Hiện tại Kyungri trực thuộc công ty YNK Entertainment.

## Tiểu sử
Park Kyungri sinh ngày 5 tháng 7 năm 1990 tại Bansong-dong, Haeundae, Busan, Hàn Quốc. Cô có một người chị gái tên là Park Juyeong đang làm cảnh sát và em họ là Miss Korea Busan - Ryu Narae.Các trường đã học: Tiểu học Song Woon, Trung học nữ Ban Song, Cấp ba nữ Dae Myung.

## Sự nghiệp

### Trước khi ra mắt
Năm 2008, Kyungri gia nhập Star Empire (công ty hiện tại)  và bắt đầu sự nghiệp làm thực tập sinh. Cô đã từng là thành viên dự kiến trong đội hình nguyên thủy của 9Muses, nhưng sau đó lại rời khỏi Star Empire Ent và chuyển đến Jellyfish Entertainment. Sau khi chuyển sang Media Line Entertainment vào năm 2010, Kyungri đã hoạt động như một vũ công cho Chae Yeon, Park Mikyung, Lee Jung, và Kim Gunmoo, và biểu diễn live cho "Look Look Look" của Chae Yeon [3], và xuất hiện trong MV đó. Ở công ty cuối cùng là nơi mà Kyungri làm trainee cùng với Lime (Hello Venus), Woohee (Dal Shabet), Soyumi (Kiss&Cry) và Hyoeun (Stellar). Sau một thời gian dài đó Kyungri quyết định gia nhập Nine Muses vì chiều cao, hình ảnh của cô hợp với concept của nhóm và chính thức debut năm 2012.

### Hoạt động với Nine Muses
Nine Muses giới thiệu thành viên mới Kyungri tại một buổi trình diễn ở Abu Dhabi, UAE. Nhóm phát hành M/V "News" vào ngày 10/1/2012 và sau hôm đó nhóm Digital Single Album News (뉴스). Kyungri chính thức debut vào ngày 12/01/2012 thông qua Mnet "M Countdown".Trong những ngày đầu debut sự hiện diện của Kyungri có phần thiếu sót
Tuy nhiên, vào năm 2013, Nine Muses đã trở nên nổi tiếng với "DOLLS" và Kyungri bắt đầu thu hút sự chú ý của công chúng. Đặc biệt trong giai đoạn này Kyungri được chú ý qua những màn trình diễn và đôi mắt mèo độc đáo. Kyungri được chọn là người ném bóng mở màn cho đội tuyển bóng chày LG Twins, và cô ấy bắt đầu quảng bá tên của mình bằng cách xuất hiện liên tục trên chương trình giải trí khác nhau. Bắt đầu từ bài 'Glue' Kyungri được đứng vị trí trung tâm cho tất cả các màn trình diễn. Trong năm 2013 này Kyungri thường xuyên xuất hiện trên các chương trình truyền hình. Cô xuất hiện trong tập 2 của Blue Tower và JTBC Hidden Singer season 1 cùng với ZE:A's Dongjoon và cả MBC MUSIC All The KPOP.
Năm 2014 vào ngày 22/8, project nhóm nhỏ "Nasty Nasty" bao gồm Kyungri, Kevin (ZE:A) và thực tập sinh Sojin (hiện tại là thành viên 9MUSES) chuẩn bị được ra mắt. Ngày 3/9, nhóm phát hành single "Knock" được sản xuất bởi Rado.
Năm 2015 Nine Muses Comeback với 3 mini album "Drama", "9MUSES S/S Edition (Special Summer)" và "Lost".
Ngày 19/2/2016 Nine Muses tổ chức concert đầu tiên trong suốt 5 năm hoạt động. Concert được tổ chức tại hội trường WAPOP, Hàn Quốc. Kyungri xuất hiện trong MV "Shut Up" của Unnies với tư cách là khách mời. 9MUSES comeback với nhóm nhỏ mang tên Nine Muses A vào mùa hè. Nhóm có 4 thành viên là: Kyungri, Hyemi, Sojin và Keumjo debut vào 4/8 với bài hát Lip 2 Lip và album Muses Dairy. Ngày 4/9 Kyungri đã xuất hiện trên King of Masked Singer với tên gọi "가을향기" (Fall Aroma - Hương mùa thu).
Vào năm 2017 Nine Muses Comeback với 4 thành viên gồm Kyungri, Hyemi, Sojin và Keumjo.Ngày 19/6/2017 MUSES DIARY PART.2: IDENTITY MV "REMMBER"  được phát hành. Nine Muses công bố màu chính thức là màu Tím Bạc. Nine Muses có concert riêng thứ 2 tên "Re:Mine" vào ngày 29 tháng 7, lúc 7h tối (múi giờ của Hàn Quốc) tại Blue Square Samsung Card Hall. Ngày 3/8/2017, nhóm tiếp tục cho ra mắt Repackage Mini Album: "Muses Diary Part 3: LOVE CITY" với bài hát title "Love City".
Đầu năm 2018 Kyungri nhận các hợp đồng quảng cáo liên tục cho các nhãn hàng thực phẩm chức năng giảm cân BBERA, nước uống dinh dưỡng "Oronamin C"  2018. Ngày 2/2/2018 Kyungri quyết định gia hạn hợp đồng với Star Empire dựa trên sự tin tưởng. Ngày 6/5/2018 Kyungri nhận giải Fashionista của năm tại 2018 Asia Model Festival. Kyungri đã trở thành MC chính thức của chương trình MBC Section vào ngày 15/10/2018 đến nay
Khoảng đầu năm 2019 Star Empire thông báo Nine Muses sẽ chính thức tan rã sau fanmeeting "Remember" vào ngày 24/2. Nhóm sẽ ra ca khúc digital cuối cùng mang tên "Remember" vào 14/2 như món quà dành tặng fan. Kyungri tiếp tục ở lại công ty hoạt động với tư cách là Ca sĩ Solo.

### Hoạt động Solo
Vào ngày 17/5 Bài hát solo 'Talk About You' của Kyungri cho FORPLAY Project Album đã được phát hành trên các trang nhạc trực tuyến ở Hàn
Star Empire tung ra dự án song ca <4LOVE>.Đây là dự án chủ đề tình yêu với 4 mùa và phát hành bản ghi âm trong suốt bốn mùa. Đầu tiên sẽ là bài hát mang tình yêu mùa đông. Bài hát song ca của Nine Muses Kyungri X Jeong Jin-woon (2AM) được phát hành vào lúc 6 giờ chiều ngày 18 tháng 12 năm 2018 với tựa đề là White Christmas (둘만의 크리스마스)
Kyungri song ca cùng Choi Nakta thông qua  Season Song Project <4LOVE> 2nd "Bom Bom"
Kyungri và It's (이츠) sẽ tham gia Duet song Project. Bài hát là (오늘 밤 뭐해?) Đây là bài hát debut của It's vào năm 2014. MV với sự hợp tác giữa Kyungri và It's được phát hành vào ngày 4/5
Ngày 15/6/2018, Star Empire thông báo Kyungri sẽ chính thức solo debut với Digital Single "어젯밤 (Blue Moon)". Ngày 5/7/2018, ngay vào sinh nhật lần thứ 29 của mình, Kyungri chính thức tung MV cho ca khúc chủ đề "Blue Moon"
Ngày 31/7/2019 Kyungri chính thức kết thúc hợp đồng với Star Empire Entertainment sau hơn 7 năm gắn bó

Ngày 6/1/2020 Kyungri ký hợp đồng độc quyền với công ty diễn viên YNK Entertainment.

## Video âm nhạc
| Năm  | Tên bài hát    | Nghệ sĩ    |
| ---- | -------------- | ---------- |
| 2014 | It Girl        | HOMME      |
| 2016 | Crush on you   | The Legend |
| 2016 | Shut Up        | Unnies     |
| 2019 | Latte Is Horse | EZUZ       |

## Truyền hình

### Chương trình thực tế
| Năm  | Kênh                         | Tên chương trình                 | Thành Viên                   |
| ---- | ---------------------------- | -------------------------------- | ---------------------------- |
| 2014 | Youtube                      | Namyu Cast Season 1 (나뮤캐스트) | với Nine Muses               |
| 2015 | Youtube                      | Namyu Cast Season 2              | với Nine Muses               |
| 2017 | Youtube, Vive                | Namyu Cast Season 3              | với Nine Muses               |
| 2017 | Youtube, Naver TV, Trendy TV | Plan Girl in Okinawa             | với 9MUSES A và Seo In-young |

### Chương trình giải trí trên sóng truyền hình
| Năm  | Tên chương trình                                    | Kênh              | Ghi chú |
| ---- | --------------------------------------------------- | ----------------- | --- |
| 2014 | XTM Homme (옴므)6.0                                 | XTM               | Cùng với Hyemi |
| 2014 | SNL Korea                                           | tvN               | |
| 2015 | King of Masked Singer                               | MBC               | Tập 15 - Khách mời                                                                                                |
| 2015 | SNL Korea ss 6                                      | tvN               | Tập 29 - Khách mời                                                                                                |
| 2016 | Running Man                                         | SBS               | Tập 306 - Khách mời                                                                                               |
| 2016 | Knowing bros (아는형님)                             | JTBC              | Tập 22 - Khách mời                                                                                                |
| 2016 | God of Music 2 (음악의 신2)                         | Mnet              | Thành viên cố định                                                                                                |
| 2016 | Girls who eat well (잘 먹는 소녀들)                 | JTBC              | Thành Viên |
| 2016 | King of Masked Singer (미스터리 음악쇼 복면가왕)    | MBC               | Tập 75 - "가을향기" (Fall Aroma - Hương mùa thu)                                                                  |
| 2016 | Happy Together 3                                    | KBS 2TV           | |
| 2016 | MBC MBig Oh My God Tip                              | Naver TV, MBig TV | với Ken VIXX |
| 2017 | skyENT Beauty 2                                     |                   | MC |
| 2017 | Global Working Tour in Italy (뭔들투어 in 이탈리아) | Vlive, NaverTV    | Thành viên cố định                                                                                                |
| 2017 | Dear My Human (대화가 필요한 개냥)                  | tvN               | Khách mời |
| 2017 | New Product Checkers (신상터는녀석들)               | Comedy TV         | |
| 2017 | Law of the Jungle                                   | SBS               | Tại Kota Manado, Tập 252–255                                                                                      |
| 2017 | 2 Days & 1 Night                                    | KBS Happy Sunday  | Tập 194,195 với Kim Shinyoung, Goo Hara (Ex-KARA), Yura (Girl's day), Narsha (Brown Eyed Girls) & Chaeyeon (DIA). |
| 2018 | 1000_Comingsoon (천만홀릭, 커밍쑨)                  | Channel A         | MC |
| 2018 | Salty Tour (짠내투어)                               | tvN               | Tập 7,8,9,10 ở Hồng Kông - Khách mời                                                                              |
| 2018 | In Laws In Practice (아찔한 사돈연습)               | tvN               | Kyungri - Austin Kang                                                                                             |
| 2018 | Sada Dream season 1,2 (Tokyo, Puket)                | Trendy TV         | Han Boreum, Jang Doyeon                                                                                           |
| 2018 | MBC Section TV (섹션TV 연예통신)                    | MBC               | MC chính thức, Phóng viên                                                                                         |
| 2018 | Hello Counselor                                     | KBS 2TV           | Tập 370 - Khách mời                                                                                               |
| 2018 | Love Ozizap                                         | KBS Joy           | Tập 14 |
| 2018 | Running Man                                         | SBS               | Tập 405 |
| 2018 | Knowing bros (아는형님)                             | JTBC              | Tập 147 - Khách mời                                                                                               |
| 2018 | MUSIC SHOW UNEXPECTED Q                             |                   | Tập 12, với Hoshi (SEVENTEEN), Lee Guk Joo                                                                        |
| 2019 | 무작정 현장취재                                     | History Channel   | Phát sóng tập đầu tiên ngày 11/3 (Tập 1,2,3)                                                                      |
| 2019 | JTBC Stage K                                        | JTBC              | Tập 7 (26/5/2019) - Khách mời                                                                                     |
| 2019 | Cultwo Radio                                        | SBS               | 20/8/2019 |
| 2019 | 최강진료소                                          | tvND              | Tập 1 ~ 7 |

## Danh sách phim

### Phim điện ảnh
| Năm  | Tựa đề | Vai       | Ghi chú |
| ---- | ------ | --------- | ------- |
| 2017 | Real   | Khách mời |         |

### Phim Truyền hình
| Năm  | Tựa đề                    | Vai       | Kênh | Ghi chú |
| ---- | ------------------------- | --------- | ---- | ------- |
| 2013 | Blue Tower                | Khách mời | tvN  | Tập 23  |
| 2013 | Reply 1994                | Khách mời | tvN  | Tập 7   |
| 2017 | "Borg Mom" (보그맘)       | Khách mời | MBC  | Tập 6,7 |
| 2019 | Dae Jang Geum Is Watching | Khách mời | MBC  | Tập 16  |

### Webdrama
| Năm  | Tựa đề                  | Vai       | Kênh | Ghi chú         |
| ---- | ----------------------- | --------- | ---- | --------------- |
| 2015 | Long-Distance LOVE      | Khách mời |      | với Lee Jongsuk |
| 2016 | I Am Not A Girl Anymore | Vai chính |      |                 |
| 2016 | Fantastic               |           |      |                 |

## Ném bóng chày mở màn cho LG TWINS
| Năm        | Trận                      | Tỉ số | Kết quả | Ghi chú |
| ---------- | ------------------------- | ----- | ------- | ------- |
| 2013.09.04 | LG Twins vs SK            | 2:1   | WIN     |         |
| 2014.10.25 | LG Twins vs NC Dinos      | 6:4   | WIN     |         |
| 2015.07.12 | Hủy do trời mưa           |       |         |         |
| 2016.10.17 | LG Twins vs Nexen Heroes  | 5:4   | WIN     |         |
| 2018.04.28 | LG Twins vs Samsung Lions | 6:4   | WIN     |         |
| 2019.07.14 | LG Twins vs Samsung Lions | 2:0   | WIN     |         |

## Quảng cáo
| Năm  | Thể loại                                                                                  | Chú thích              |
| ---- | ----------------------------------------------------------------------------------------- | ---------------------- |
| 2013 | Game Mobile 다같이 칼칼칼 của Kakaotalk [4] 시라누이 마이 코스프레 (Shiranui Mai Cosplay) |                        |
| 2014 | Game Mobile "삼국지PK" (Three Kingdoms PK)                                                | Với Sera và Moon Hyuna |
| 2016 | May mặc thương hiệu Jancourt Korea (đồ bơi, Yoga,...)                                     | Đến nay                |
| 2017 | Bia MAX (MAX 맥주)                                                                        |                        |
| 2017 | Mỹ Phẩm KATE                                                                              |                        |
| 2018 | Game Mobile Free Style 2 (Bóng rổ) 프리스타일2                                            |                        |
| 2018 | Nước uống dinh dưỡng Oronamin C                                                           | Với Jun HyunMoo        |
| 2018 | Thực phẩm giảm cân BBERA                                                                  |                        |
| 2019 | Game Mobile ARIEL                                                                         |                        |
| 2019 | Nước hoa AFRIMO                                                                           |                        |
| 2019 | Skincare " I'm Sorry For My Skin"                                                         |                        |

## Đề cử và giải thưởng
| Năm  | Giải thưởng                   | Hạng mục                   | Đề cử          | Kết quả   |
| ---- | ----------------------------- | -------------------------- | -------------- | --------- |
| 2018 | 2018 Asia Model Festival.     | Fashionista of the year    |                | Đoạt giải |
| 2018 | 2018 MBC Entertainment Awards | Rookie of the Year         | MBC Section TV | Đề cử     |
| 2019 | 2019 MBC Entertainment Awards | Excellence in Music & Talk | MBC Section TV | Đề cử     |